# Олівер Рейтала
Олівер Рейтала (22 квітня 1994, Гельсінкі) — фінський футбольний арбітр та колишній гравець. Рейтала є Арбітр ФІФА та УЄФА з 2023 року.
У 2024 році він був названий кращим арбітром Вейккауслізі.

## Кар'єра
Рейтала дебютував у фінській Вейккауслізі в сезоні 2018 року. 21 вересня 2024 року судив фінал кубка Фінляндії між командами «Інтер» (Турку) — «КуПС» (Куопіо).
У травні 2023 року Рейтала був призначений арбітром фінального турніру чемпіонату Європи з футболу U17 2023 року. Він також був арбітром у молодіжній лізі УЄФА 2023–24 років. У березні 2024 року Рейтала був призначений арбітром відбіркових матчах чемпіонату Європи УЄФА серед юнаків до 21 року 2025 року. 3 жовтня 2024 року Рейтала дебютував у груповому етапі Ліги конференцій УЄФА, коли його призначили арбітром матчу між «Астаною» та «ТСЦ». Його другий матч групового етапу Ліги конференцій УЄФА відбувся 12 грудня 2024 року між «Нью-Сейнтс» та «Панатінаїкосом».

## Нагороди
- Найкращий арбітр Вейккаусліги: 2024
- Арбітр року Футбольної асоціації Фінляндії: 2024